# Éric Demarsan
Éric Demarsan é um compositor francês, com vasta produção em trilhas sonoras.